# Арапиха (деревня)
Арапиха — деревня в Дальнеконстантиновском районе Нижегородской области. Входит в состав Суроватихинского сельсовета.

## География
Находится в 14 км от Дальнего Константинова и в 61 км от Нижнего Новгорода.

## История
В «Списке населенных мест» Нижегородской губернии по данным за 1859 год значится как разноведомственная деревня при ключе и колодцах в 61 версте от Нижнего Новгорода. В деревне насчитывалось 36 дворов и проживало 215 человек (97 мужчин и 118 женщин). В национальном составе населения преобладали терюхане.
По состоянию на 1884 год в деревне функционировал один дёгтярный завод.

## Население
| 2002 | 2010 |
| ---- | ---- |
| 31   | ↘24  |

Национальный состав
Согласно результатам переписи 2002 года, в национальной структуре населения русские составляли 100 % из 31 человек.